# Lissopholidisis nuttingi
Lissopholidisis nuttingi is een zachte koraalsoort uit de familie Isididae. De koraalsoort komt uit het geslacht Lissopholidisis. Lissopholidisis nuttingi werd in 1976 voor het eerst wetenschappelijk beschreven door Grant. 